# Степанов, Георгий Сергеевич
Георгий Сергеевич Степанов (9 [22] мая 1909, Саратов — 31 августа 1996, Москва) — советский государственный и партийный деятель. Депутат Верховного Совета СССР 6-го созыва.

## Образование
В 1931 году закончил рабфак в Саратове. В 1936 году окончил Московский энергетический институт по специальности инженер-энергетик. В 1948 году окончил Высшую партийную школу при ЦК КПСС.

## Биография
Родился в семье служащего.
- 1923—1927 — ученик печатника, печатник типографии в Саратове.
- 1927—1928 — подручный слесаря Волжского чугунолитейного завода, Саратов.
- 1931 — секретарь комитета ВЛКСМ главпочтамта Саратова.
- 1936—1938 — инженер по техническому учёту, инженер электроконтроля, инженер по технике безопасности Саратовского энергетического комбината.
- 1938 — служба в Красной Армии.
- 1938—1942 — начальник электроцеха ГЭС, старший инженер, начальник энергосбыта Саратовского энергетического комбината.
- 1948—1950 — заместитель начальника отдела, начальник отдела финансирования топливной промышленности и электростанций, начальник Контрольно-ревизионного Управления Министерства финансов СССР.
- 1958—1959 — заведующий секретариатом председателя Совмина СССР.
- 1959—1964 — Управляющий делами Совмина СССР.
- 1964—1965 — заместитель председателя Государственного комитета по энергетике и электрификации СССР.
- 1965—1971 — заместитель министра энергетики и электрификации СССР.

## Партийная карьера
- 1942—1945 — заведующий отделом электростанций Саратовского обкома КПСС, одновременно заместитель секретаря обкома.
- 1950—1954 — заведующий сектором финансовых органов Отдела административных и торгово-финансовых организаций ЦК КПСС.
- 1954—1958 — Референт  секретаря ЦК КПСС Н. С. Хрущёва.

С 1971 года на пенсии.
Похоронен на Введенском кладбище (7 уч.).

## Награды
- орден Трудового Красного Знамени
- орден Красной Звезды

## Семья
- Жена — Степанова Анна Сергеевна (1909—1970)
- Дети:
  - Сын — Степанов Борис Георгиевич (1935—2019), дипломат;
  - Дочь — Степанова Инна Георгиевна (род. в 1940 г.), врач-рентгенолог.
- Внуки:
  - Степанов Алексей Борисович, (род. в 1959 г.), военный, дипломат, заместитель главного редактора военно-исторического журнала «Старый Цейхгауз»;
  - Иванова (Ширвинская) Елена Эдуардовна, (род. в 1963 г.), преподаватель МГИМО;[2]
  - Ширвинская Анна Эдуардовна, (род. в 1973 г.), преподаватель МГИМО.[3]